# Sallieu Sesay

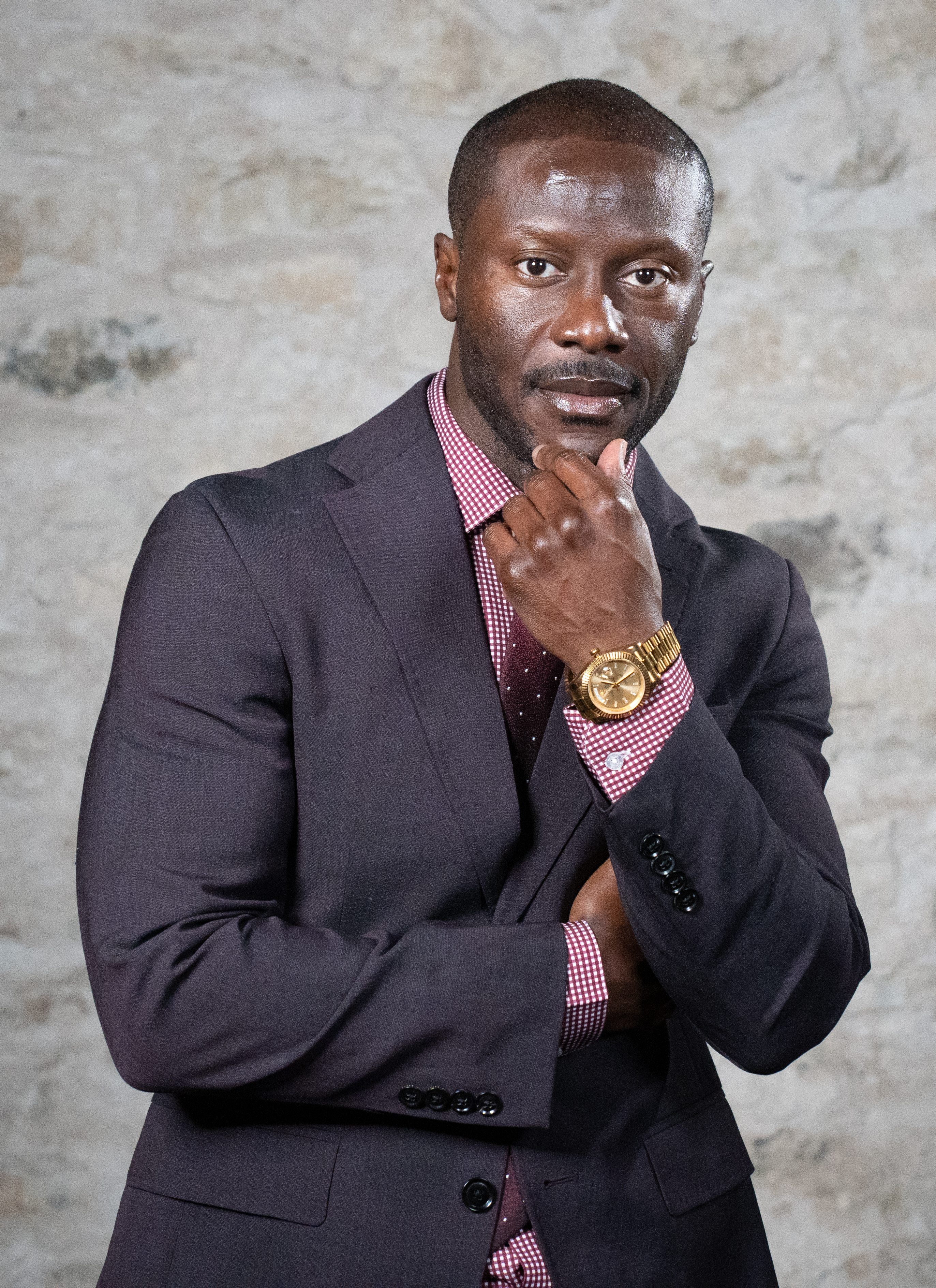
Salieu Sesay, SXSW 2025

Sallieu Sesay (* in Sierra Leone) ist ein US-amerikanischer Schauspieler und Krankenpfleger.

## Leben
Sesay wurde als das älteste von drei Kindern in Sierra Leone geboren. Als er drei Jahre alt war, wanderte die Familie in die USA aus. Seine Mutter ist Krankenschwester in Seattle, Washington. Er trat beruflich in die Fußstapfen seiner Mutter und schloss sein Studium an der Washington State University mit einem Bachelor in Krankenpflege ab. Mit 18 Jahren entdeckte er seine Vorliebe für das Schauspiel. Er belegte Theater als Nebenfach und sammelte erste schauspielerische Erfahrungen im Stück The Laramie Project. Er ist Vater von zwei Kindern. Nach seinem erfolgreichen Studienabschluss arbeitete er insgesamt fünf Jahre als Krankenpfleger in verschiedenen Einrichtungen in Seattle.
Im November 2014 zog er nach Los Angeles, Kalifornien, wo er verschiedene Schauspielkurse besuchte. Sein Fernsehdebüt gab er 2015 in einer Episode der Fernsehserie Almost 30. In den nächsten Jahren folgten verschiedene Besetzungen in Kurzfilmen. 2016 verkörperte er im Fernsehfilm Elvis lebt! – Nicht tot, nur Undercover die Rolle des Agent Thomas Colton. 2018 übernahm er zwei größere Filmrollen in den von The Asylum produzierten Spielfilmen End of the World – Gefahr aus dem All und Hornet – Beschützer der Erde. Eine Hauptrolle übernahm er in dem Drama Ghost Light. 2023 übernahm er im Film Manodrome die Rolle des Ahmet. Seit demselben Jahr wirkt er in den Fernsehserien Broken Seeds und Barry mit.

## Filmografie (Auswahl)
- 2015: Almost 30 (Fernsehserie, Episode 1x04)
- 2016: Other Side (Kurzfilm)
- 2016: Better (Kurzfilm)
- 2016: Six Feet Deep (Kurzfilm)
- 2016: Elvis lebt! – Nicht tot, nur Undercover (Elvis Lives!, Fernsehfilm)
- 2017: Refresh (Kurzfilm)
- 2018: Kriole: Episode One My Sweetie (Kurzfilm)
- 2018: Bloodhound Disciple (Kurzfilm)
- 2018: End of the World – Gefahr aus dem All (End of the World)
- 2018: Hornet – Beschützer der Erde (Hornet)
- 2018: Unmasked: Sidewalk Superheroes (Fernsehserie, 2 Episoden)
- 2018–2019: Solve (Fernsehserie, 4 Episoden, verschiedene Rollen)
- 2019: When Vows Break
- 2019: The Rookie (Fernsehserie, Episode 2x04)
- 2019: My Mom is a Character 3
- 2020: Trade (Kurzfilm)
- 2020: The Fugitive (Fernsehserie, Episode 1x02)
- 2021: Ghost Light
- 2021: Trees of Peace
- 2021: Die Männer Ihrer Majestät (All the Queen's Men, Fernsehserie, Episode 1x02)
- 2021: SEAL Team (Fernsehserie, 3 Episoden)
- 2023: Manodrome
- 2023: FBI: Most Wanted (Fernsehserie, Episode 4x13)
- seit 2023: Broken Seeds (Fernsehserie)
- seit 2023: Barry (Fernsehserie)